# Jurassic World Evolution
Jurassic World Evolution là một trò chơi điện tử mô phỏng kinh doanh được phát triển và phân phối bởi Frontier Developments. Trò chơi được công bố vào tháng 8 năm 2017 và được phát hành vào ngày 12 tháng 6 năm 2018 cho Microsoft Windows, PlayStation 4 và Xbox One. Trò chơi dựa trên bộ phim năm 2015 Jurassic World, và cho phép người chơi xây dựng và vận hành một công viên giải trí khủng long. Trò chơi bao gồm diễn xuất lồng tiếng từ Jeff Goldblum, Bryce Dallas Howard và B. D. Wong, trở lại với vai diễn của họ trong loạt phim Jurassic Park. Theo Metacritic, phiên bản PlayStation 4 và Windows nhận được "đánh giá hỗn hợp hoặc trung bình", trong khi phiên bản Xbox One nhận được "đánh giá chung là hay".

## Cách chơi
Jurassic World Evolution cho phép người chơi xây dựng một công viên giải trí khủng long với các điểm tham quan và cơ sở nghiên cứu. Các công trình và cơ sở vật chất thiết yếu trong trò chơi bao gồm trung tâm thám hiểm, nơi để gửi các nhà cổ sinh vật học khai thác hóa thạch ở nhiều địa điểm vòng quanh thế giới để thu thập DNA khủng long. Phương pháp Dideoxy giúp mở khóa khủng long mới và cập nhật số liệu thống kê của loài đó, chẳng hạn như tuổi thọ và khả năng phục hồi. Với đầy đủ chuỗi DNA, người chơi có thể sử dụng Trung tâm Nghiên cứu Hammond để lai tạo và nuôi dưỡng những con khủng long. Người chơi cũng có thể cải thiện gen của loài khủng long và phát triển chúng bằng cách kết hợp DNA của các loài hiện đại vào các gen khủng long này để lấp đầy khoảng trống của chúng. Những thay đổi này đối với DNA của khủng long sẽ thay đổi số liệu thống kê cơ sở khủng long, từ mức độ gây hấn đến ngoại hình của chúng. Trò chơi còn có các công cụ tạo địa hình cho phép người chơi chỉnh sửa môi trường xung quanh, ví dụ như trồng cây và tạo nguồn nước.
Khủng long là điểm thu hút chính của trò chơi. Trò chơi có khoảng 40 loài khủng long khi ra mắt.[4] Người chơi cần xây dựng các khu nuôi nhốt chứa khủng long để khách tham quan tới xem. Nhu cầu của các loài khủng long sẽ khác nhau, chẳng hạn như loại thực phẩm chúng ăn và mức độ tương tác xã hội mà chúng yêu cầu, những điều kiện này phải được đáp ứng để giữ cho chúng khỏe mạnh và hài lòng.[5] Khủng long, được kiểm soát bởi AI, sẽ tương tác với nhau và với môi trường. Ví dụ, loài ăn thịt sẽ tấn công loài ăn thịt khác loài, và động vật ăn thịt sẽ săn lùng động vật ăn cỏ.[3] Người chơi cũng cần phải xây dựng nhiều phương tiện giải trí khác nhau, cũng như các tiện nghi như nhà hàng và cửa hàng để làm hài lòng khách tham quan. Một ví dụ về điểm du lịch là xe gyrosphere và tàu monorail từ bộ phim Jurassic World.[6] Người chơi cũng có thể sử dụng chế độ chụp ảnh của trò chơi để chụp những con khủng long, điều này giúp công viên kiếm tiền và công khai.[7] Trong khi việc xây dựng, mở rộng công viên, và việc ấp ủ những con khủng long đòi hỏi một khoản chi phí lớn, chi nhánh giải trí là nguồn thu nhập chính của công viên. Mỗi cơ sở và tiện nghi giải trí đều có hệ thống quản lý riêng, với người chơi có thể đặt và điều chỉnh phí vào cửa cũng như số lượng nhân viên có mặt tại mỗi cơ sở.
Có nhiều tình huống khẩn cấp khác nhau có thể xảy ra trong công viên, bao gồm mất điện, thời tiết không thể đoán trước, và những cuộc khủng hoảng từ khủng long, phải được giải quyết bởi người chơi để đảm bảo an toàn và hạnh phúc cho khách.[2] Người chơi có thể xây dựng Trung tâm ACU và Trạm kiểm lâm, chịu trách nhiệm duy trì an ninh của công viên, an thần khủng long, chữa bệnh và vận chuyển chúng, sửa hàng rào và hơn thế nữa.[3] Người chơi cũng có thể điều khiển các phương tiện như máy bay trực thăng và xe 2 cầu để hoàn thành một số nhiệm vụ nhất định. Người chơi cũng có thể chơi như nhân viên bảo trì nhìn từ góc độ người chơi thứ nhất.[1][7] Xây dựng các nơi trú ẩn khẩn cấp để bảo vệ khách, cũng như các cấu trúc an ninh khác như dự phòng mạng lưới điện và các trung tâm cảnh báo bão, có thể được dựng lên.[7] Các cơ sở an ninh có thể được nâng cấp để tăng cường hiệu quả của chúng khi đối phó với trường hợp khẩn cấp.[

### Chế độ chơi
Trong chế độ nghề nghiệp, mục tiêu cuối cùng của người chơi là phát triển các công viên năm sao trên các hòn đảo hư cấu của quần đảo Las Cinco Muertes. [9] [1] Tiến sĩ Ian Malcolm sẽ hỗ trợ người chơi thông qua trò chơi,[10] và người chơi sẽ gặp các nhân vật chính khác đại diện cho ba nhánh phát triển của công viên: Giải trí, An ninh và Khoa học. Mỗi nhân vật này sẽ thúc đẩy chương trình của họ cho người chơi, cố thuyết phục người chơi phát triển công viên theo lời khuyên của họ.[8] Họ sẽ cung cấp cho người chơi các "hợp đồng" để hoàn thành, trong đó là một loạt các mục tiêu cần đạt được. Những hợp đồng này thêm tính tường thuật cho trò chơi, cũng như phần thưởng và danh tiếng trong các lĩnh vực tương ứng.[3] Người chơi được khuyến khích theo dõi chặt chẽ danh tiếng của họ với từng bộ phận. Nếu danh tiếng của người chơi với một bộ phận quá thấp, bộ phận đó sẽ tạo ra một sự phá hoại trong công viên của người chơi mà sẽ cần phải can dự ngay lập tức. Ví dụ, họ có thể đầu độc một số loài khủng long của người chơi, do đó tạo ra sự bùng phát bệnh tật. Các bộ phận này được đưa vào xếp hạng của các công viên. Năm hòn đảo, mỗi hòn đảo có đặc điểm và thách thức khác nhau, sẽ dần dần mở khóa nếu hòn đảo có đủ xếp hạng công viên.
Isla Nublar - hòn đảo xuất hiện trong Jurassic Park, Jurassic World, và Jurassic World: Fallen Kingdom[11][12] - được thiết lập cho một chế độ sandbox tách biệt với chế độ nghề nghiệp của game. Chế độ sandbox được mở khóa khi đạt được đánh giá công viên 4 sao trên hòn đảo Isla Matanceros, hòn đảo đầu tiên. Khi điều này được thực hiện, mọi thứ mà người chơi đã mở khóa ở chế độ nghề nghiệp, chẳng hạn như nâng cấp và khủng long, sẽ chuyển sang chế độ sandbox và mọi thứ bị khóa trong sự nghiệp sẽ vẫn bị khóa trong chế độ này. [11] [13] Trong chế độ sandbox, người chơi có số tiền không giới hạn và cũng có thể đặt thời tiết và thời gian trong ngày của công viên tùy ý muốn.